# Ramil Ganiyev
Ramil Ganiyev  (né le 23 septembre 1968 à Yangiabad) est un athlète ouzbek, spécialiste du décathlon.

## Biographie
Il participe aux Jeux olympiques de 1992 sous la bannière de l'Équipe unifiée et se classe huitième du concours du décathlon avec 8 160 pts. Quinzième des Championnats du monde de 1993, il remporte la médaille d'argent des Championnats d'Asie, à Manille, devancé par son compatriote Oleg Veretelnikov.
En 1994, à Hiroshima, Ramil Ganiyev s'adjuge le titre des Jeux asiatiques en totalisant 8 005 pts au terme des dix épreuves du décathlon. Huitième des Jeux olympiques de 1996 (8 318 pts), il établit la meilleure performance de sa carrière en août 1997 lors des Championnats du monde d'Athènes avec 8 445 pts (ancien record d'Asie et actuel record d'Ouzbékistan), en terminant cinquième du concours. En 1998, il remporte la médaille d'argent des Jeux asiatiques, à Bangkok.

### Palmarès
| Date | Compétition           | Lieu      | Résultat | Épreuve   |
| ---- | --------------------- | --------- | -------- | --------- |
| 1992 | Jeux olympiques       | Barcelone | 8e       | Décathlon |
| 1993 | Championnats du monde | Stuttgart | 15e      | Décathlon |
| 1993 | Championnats d'Asie   | Manille   | 2e       | Décathlon |
| 1994 | Jeux asiatiques       | Hiroshima | 1er      | Décathlon |
| 1996 | Jeux olympiques       | Atlanta   | 8e       | Décathlon |
| 1997 | Championnats du monde | Athènes   | 5e       | Décathlon |
| 1998 | Jeux asiatiques       | Bangkok   | 2e       | Décathlon |

### Records
| Épreuve   | Performance | Lieu    | Date        |
| --------- | ----------- | ------- | ----------- |
| Décathlon | 8 445 pts   | Athènes | 6 août 1997 |